# サイハテの救世主
『サイハテの救世主』（サイハテのきゅうせいしゅ）は、岩井恭平による日本のライトノベル。角川スニーカー文庫から発行。 イラストはBou。

## ストーリー
沖縄のボロい一軒家に1人で引っ越してきた少年・沙藤葉は自分のことを天才と名乗る。しかし、近所の人々は葉の言うことなどお構いなしに、葉の生活に踏み込んでくる。見知らぬ地で戸惑いながら賑やかで穏やかな日々を過ごす葉は、自分のことを馬鹿にした者たちを見返すために未完成の論文を完成させようとするが、論文が完成していたという記憶、自分が考える沖縄に来た経緯など、自分の認識と現実との間にズレを感じ始める。

## 登場人物
沙藤 葉（さとう よう）/ドク
本作の主人公。自称天才の十六歳の少年。アメリカ生まれのアメリカ育ちだが、日本に住んでいた期間があり、日本語も話せる。華奢な身体と中性的な顔立ちのせいで初対面では性別を訊かれたり、年齢を下に見られたりすることがある。また、目つきが悪く、常に眉間にしわを寄せている。口癖は「ファック」。天才を名乗り不遜な態度をとるが、基本的な生活能力がなく、隣人の陸に世話を焼かれることが多い。
アメリカで出遭った男から買い取った沖縄の一軒家に引っ越してくる。陸たちには本名を伏せ、ドクと名乗る。自分が天才であり要人であると思っており、常に自分を狙う脅威を警戒しているが、その言動は傍から見れば奇行であり、近所の人々には変人として認識されている。
その正体はれっきとした天才であり、その卓越した頭脳とそれによる研究、発明、戦略によってこれまでに世界を何度も救っており、英雄として扱われている。当然ながら、その結果、多くの敵対組織やテロリストに命を狙われており何度も危機一髪を乗り越えてきたが、民間に情報を流さないせいなのか武勇伝も陸たちは信じておらず、結果として上記のように変人扱いされている。国籍上は今のところアメリカ人であり、アメリカの重要人物として扱われている。
その圧倒的すぎる才能からファンと呼ばれる存在が世界中に存在するほどで、常に周囲の人間に頼られてきたが、実際には人類とたった一人の天才という区切られ方を自他ともにされており、天才である自分が人類に歩み寄ることでしか両者の間で関係を築けないという状況の中、人知れず疎外感を感じていた。そのため引っ越した当初は嫌々といった周囲の人間との付き合いでも、沖縄の人たちの人間性の温かさに触れて自分の居場所だと思うようになっていく。
人類は何か困ったことがあれば葉に縋り付き、もう頼れないとなれば道具のように捨てる姿勢を作中で見せているが、その一方で葉自身も世界を救うという目的のためならばどんな人間でも何人でも犠牲にするという「世界(大多数)のためなら誰も(少数)を犠牲にする」という信念を持っており、作中では何人かがその被害にあっている。
　　”災厄論文”という人類にとっての破滅を警鐘する論文を作成したが葉の天才としての才能が狂いだす始まりとなった。
濱門 陸（はまじょう りく）
本作のヒロイン。葉の隣の家の少女。葉と同じく十六歳の高校生。明るく世話焼きな性格をしており、奇矯かつ邪険な態度をとる葉に対しても世話を焼いてくる。また、整った顔立ちと均整のとれた体つきをしているのだが、やや無防備なところがある。
葉が天才であるという言葉を信じていない。
バウスフィールド 照瑠（バウスフィールド てる）
陸の2つ年下の幼馴染の少女。長い金髪と青い瞳をしているハーフ。欲望に対して忠実で、お金が大好き。しかし、甘やかされて育ったためか人の言うことを素直に信じるところがあり、葉の自称天才や突飛な話もすぐに信じる。見た目に反して武闘派で、よく葉に対して暴力を振るう。アイドルをしており、日焼け対策にタオルをよくかぶっている。
佳織（かおり）
陸の同級生の少女。見た目は大人しそうでお嬢様然としているが、葉に対しては恐ろしい一面を見せる。
葉に陸についてある相談をする。
オバァ
照瑠の祖母。沖縄弁で喋るので葉とは言葉が通じないが、飲み物や食べ物を強引に渡してくる。
ゴーヤー爺
葉の向いの家の老人。瓜のような頭をしている。葉の家の元の持ち主の知り合いであり、葉に対して警戒心を見せる。
ノーラ
スタイルの良い金髪の美女で、スーツを着ているがそれは十代という自分の年齢に対して色眼鏡で見られないため。葉曰く頭がおかしい。
天才であったころの葉を過大評価し、その水準を天才ではない葉に求めるため、結果として辛辣になったり、天才として常人とは違うという皆の考えを利用し、自分の思い通りに行動させる。葉の論文への反論への再反論などを行ってることから有能ではある。
本人曰く「葉の一番のファン」。
又吉（またきち）
陸たちの幼馴染でひきこもり。以前は人気者だったが、ある事件がきっかけでひきこもるようになる。葉の言葉によりひきこもりから脱却する気になったが、「自分のことを誰も知らない場所に行きたい」という願いをかなえる形で葉とともに北海に連れて行かれる。
アンジェリン
北海の海底の中立研究機関ゴールド・ピッドに住む、白く長い髪と緑色の瞳を持ち、人形のように整った顔立ちの愛らしい少女。
黄金火山の噴火を防ぎ続けるための要であり、北海周辺諸国の代表者たちは常に彼女のご機嫌伺いをしている。北海周辺諸国の代表者をはじめ多くの人から愛称のアンジーで呼ばれ、葉だけがアンジェリンと呼ぶ。葉のファンの一人。
エリク・グッドオール・ジュニア
アメリカ海軍の特殊部隊SEAL's所属の青年。軍部の名門出身で、また葉のかつての級友であり、本人は親友と言い張っているが学生時代を暗黒時代と言い表す葉にとっては天敵。葉が彼以上に暴力の才能がある人間を見たことがないというほどに優れた戦闘能力を持っている。また、妹が一人おり、葉とは何かがあったもよう。
本人曰く「葉の最初のファン」。

## 用語

### 災厄論文
かつて天才時代の沙藤葉が手掛けた論文。世界が破滅する可能性を論文としてまとめ上げたもの。葉が天才としてのキャリアを失った事件をきっかけに何者かに盗まれ、それを取り戻すことが葉自身の目標であり、本作品のテーマである。作中で登場した災厄論文は”破壊者”、”黄金火山”、”あまりにもわがままなアンジー”、”単巡機関”、”グリゴリ”。内容は自然の脅威や、葉の作り出した脅威、分析による戦争の戦術書と様々だが、その多くが危険であり、一歩間違えれば世界を滅ぼしかねないため葉自身としてはアンタッチャブルなものばかりだが、適度に扱えば技術の進歩に大きく貢献するものも中にはあるため、世界中がこの論文を欲している。論文の閲覧者が葉のファンならば、ある種の恍惚状態となって論文を扱ってしまうが、悪意を持っても持たなくてもその論文の通りに行動したり、その論文の技術を作り出すだけで世界を滅ぼすものとなってしまう。

#### “破壊者（デモリッシャー）”
PAPER I:破壊者にて初登場。人類が内包する社会的分類の拡大と終息に関する本能及び必要性の完成予想アルゴリズムが導き出す、飽和状態の周期および最終工程の考察についての論文。
破壊者とは世界を滅ぼす、あるいは滅ぼしうる才能を持った人物を意味するものである。葉曰く、歴史上に存在した世界を滅ぼしうる才能の持ち主の能力・行動を分析した結果、時間、武器、情報の三つの要素が足りなかったため世界を滅ぼすには至らなかった。時間については、世界を滅ぼすためには兵士を育成・掌握して目的地に移動するという膨大な時間のこと。武器については、文明を滅ぼしうるほどの強力な兵器。情報については、世界中の人間を疑心暗鬼にさせて殺し合わせるような正確で迅速な情報伝達手段を意味する。
現代においては、航空機器といった移動手段にて時間が、細菌兵器や核爆弾といった兵器で武器が、インターネットや衛星通信といった機器で情報が、それぞれ満たせるようになってきている。各種テロリスト組織の勢力図なども描かれており、それらを用いて反撃を行わせることができないほどの世界同時多発テロを起こすといった内容である。皮肉にも葉は警鐘のつもりで書いたが、結果的に世界を破壊する手段を提示することとなってしまう。

#### ”黄金火山（ゴールド・ヴォルケイノ）”
PAPER II:黄金火山と幸福の少女にて初登場。
イギリス国土の十分の一ほどの大きさもある北海で発見された海底火山。海底からあふれだしたマグマと、それが急激に冷やされたことで発生した水蒸気やガスがマグマの明りに反射した結果黄金に見えることがその名の由来。
地殻下の溶岩帯が北海の全域に広がっており、ひとたび噴火すれば周囲の大陸、島が変形し火山灰が世界中を覆ってしまうと言われる。また、定期的に活動が活発化しており、対処するには垂直潜行型多段式潜行ミサイルであるボトムズ・アンカーと呼ばれるミサイルを特定の海底に突き刺し、いわばガス抜きを行わせることが必要となっている。作中ではいまだに予断を許さない状況が続いている。
ボトムズ・アンカーを特定の場所にさす必要があるものの地中に無数に広がる溶岩脈のどの部分にさせばよいのかは、黄金火山の活動が活発な時に発する特殊な電磁波を感知するアンジェリンの協力が不可欠であり、いわば彼女が世界の命運を握っていると言い換えることができる。アンジェリンなくしては黄金火山に対処できないため、彼女の機嫌を損ねることこそが結果的に世界の破滅へとつながりかねない状況であり、彼女の要求に逆らうことができず、全世界の首脳陣に対してアンジェリンを専制君主な立場へと押し上げてしまっている。
火山を程よく噴火させることによって北海内の海底の特定の場所を隆起させることも理論上は可能ではあるがその成功率は10％以下であり、失敗すれば上記のように世界が壊滅することとなる。

#### ”あまりにも我儘なアンジー”
PAPER II:黄金火山と幸福の少女にて初登場。
一度黄金火山の噴火が起こりそうな際、アンジェリンの協力により事なきを得たものの初邂逅時のアンジェリンは病に襲われていた。天才とされる葉にさえ対処できない病であり、余命は一カ月も無いとされていた。彼女の能力が必要だと判断した葉により開発された技術は彼女を改造し、治療法を確立するための時間稼ぎを行うためのものであった。
いわば、人体改造の設計図である。
内容は、体の部位を分解しても動いたり常人以上の運動能力を得ることができるようになるというもの。腕を切り落とされても元の場所にくっつければ元通りに動き、首を切り落とされてもしばらくの間は首から下を動かせるようにできる。血液も葉が開発した通常のものよりも高い酸素濃度や糖分を備えた人工血液を活用し、高い運動性能を実現できるようになっている。改造内容によっては銃弾にもある程度の抵抗を持つこともできる。オリジナルであるアンジーは特殊な電磁波を受け取るという能力を応用し、他者からの悪意や敵意に反応し、銃弾などを自動的に回避するほどの能力を持つ。
葉はこの状態の人間をほかの人と比べてアンジーと読んでいる。目の虹彩の中が通常の人間とは違うらしく葉はそこで見分けることができる。
もとは葉が黄金火山という自然の脅威に対処するために生み出された人工の脅威である。革新的な医療技術ではあるがもし量産化されれば無敵とも呼べる軍隊を製造できてしまうことが災厄足りうる要因である。

#### ”単巡機関（たんじゅんきかん）”
PAPER III:文明喰らいにて初登場。
密閉空間の中で特殊なボールを回転させるだけで一方から取り込んだ空気がもう一方の空間に圧縮されるような構造の空気圧縮装置。
圧縮した空気を開放することによりエネルギーを生み出し、推進力で銃弾を撃てたり、人が空を飛ぶことも可能とする。エネルギーバランスが崩壊するほど燃料を必要としない便利すぎるエネルギー源である。
葉が危惧するのは技術の流出により世界中にその技術が出回るようになり、簡単に兵器を生み出すことができるようになりどんな人間でも戦争ができるようになってしまうこと。

#### ”グリゴリ”
PAPER III:文明喰らいにて初登場。
もとはアマゾン川流域にて発見された微小なミミズのような虫。体表は極小のかぎ状になっており、先端には目や触覚はなく、小さな口器には鋭い牙が生え揃っている。食性は鉱物であり、ワームの発見された洞窟は風化や地殻変動ではなくワームによって食い破られたものによるものであった。卵も金属で覆われるため天敵となる生物もなく容易に繁殖する。
もしワームが発見するのが遅れていた場合、重火器なども鉱物であるため木の棒くらいしか対処するすべはないこととなる。そうならないため発見後速やかに焼却処分したものの、一部は研究のために保管されることとなった。
ワームは各々特定の鉱物を求め、うまく活用すれば地中のレアメタルや貴金属を回収することすら可能となる。葉は鉱物採取の効率化のためワームの細胞分裂の抑制遺伝子を無効化することにより、ワームの巨大化を図ったもの、それこそがグリゴリと呼称されることとなる。
しかし巨大化により鯨ほどの制御不可能までの巨躯に至ることを知ったため、根絶するに至った。つまり葉が遺伝子操作を行ったことにより生み出された生物である。

### ゴールド・ピッド
北海の海底深くに建設された”黄金火山”の監視を目的とした基地。設計者は葉で、外部は六角形のパネルを合わせたさながら亀の甲羅のようとのこと。研究員の居住スペース、娯楽施設、研究スペースと別れており、中心にアンジェリンの住むスペースがある。北海周辺の国々や国連などが出資して作られた基地であり、中立地帯として存在する。どの国の領地でもないため、どの国の法律も適用されない。

## 既刊一覧
- 岩井恭平（著）・Bou（イラスト）、角川スニーカー文庫、全3巻。
  1. サイハテの救世主 PAPERⅠ 破壊者 2012年4月1日初版発行 ISBN 978-4-04-100213-1
  2. サイハテの救世主 PAPERⅡ 黄金火山と幸福の少女 2013年2月1日初版発行 ISBN 978-4-04-100582-8
  3. サイハテの救世主 PAPERⅢ 文明喰らい 2013年9月1日初版発行 ISBN 978-4-04-100932-1